# Цена риска (фильм, 1983)
«Цена риска» (фр. Le Prix du danger) — фильм режиссёра Ива Буассе, снятый по рассказу Роберта Шекли «Премия за риск».

## Сюжет
Франция альтернативной реальности. Согласно закону, любой имеет право попросить кого-либо помочь ему свести счёты с жизнью. Ради коммерческой прибыли телеканала возникает реалити-шоу «Цена риска», в котором добровольцы идут на осознанный риск для жизни и участвуют в гонке на выживание, а в случае выигрыша победителю обещан приз в миллион долларов. Некоторые правозащитники пытаются добиться запрета передачи, но их доводы не вызывают поддержки правительства.
В самом начале фильма показано, что в действительности ожидает участника: он пытается убежать от нескольких преследователей, но те всё же настигают его, плывущего по реке, на лодке и до смерти забивают вёслами и цепью, после чего демонстрируют его труп ликующим телезрителям. Ведущий, элегантный шоумен Маллэр, торжественно провозглашает конец нынешней передачи и анонсирует будущую. В качестве поощрительного приза жене погибшего «героя» достаётся 10 тысяч долларов. Эфир передачи то и дело прерывается рекламными паузами.
Затем мы видим отбор участников очередной программы. Кастинг проходит некий безработный Франсуа Жакмар, горящий амбициями и самоуверенностью. Невеста Марианна пытается его отговорить, но не добивается успеха. Помимо Франсуа, на участие в основном шоу претендует ещё двое мужчин.
Жакмар проходит предварительное испытание, которое состоит в том, чтобы самостоятельно приземлить самолёт, при том что ни один из претендентов на выход в финал никогда не имел такого опыта. На заданную высоту их выводят профессиональные пилоты, которые затем покидают самолёт при помощи парашютов. Первый конкурент в последний момент перед взлётом отказывается сесть в самолёт и выбывает из игры, а второй в ходе самостоятельного полёта падает и разбивается. Жакмару удаётся посадить самолёт, хотя он при этом и получает ранение.
Перед началом основного шоу телезрители знакомятся с пятерыми «охотниками»: всё это простые граждане, которые прошли кастинг и теперь намереваются поймать и убить «героя» ради денежного вознаграждения и удовлетворения собственных низменных страстей. Среди них есть даже одна женщина.
Начинается программа. Жакмар бежит по городу, а его преследователи гонятся за ним, причём в их распоряжении транспорт и оружие, а Жакмар должен рассчитывать лишь на собственные физические данные. Один за другим «охотники» оказываются побеждены: один гибнет от удара током в метро, ещё трое убиты самим Жакмаром (первого он сбрасывает с высокого здания, второго убивает из отнятого у первого пистолета, третьего провоцирует на автоаварию),  а у женщины сдают нервы, и она убегает.
По ходу «игры» Франсуа не раз оказывается перед лицом смерти, но каждый раз, для подогрева интереса зрителей, его кто-то спасает: например, застилает дымом дымовой шашки, увозит на машине, подсказывает секретную дверь.  Приглашённый в критический момент в проезжающую мимо машину, Жакмар знакомится с Лоранс Баллар, очаровательной молодой женщиной — автором идеи передачи «Цена риска». Она не скрывает, что не испытывает к Жакмару никаких добрых чувств, а всего лишь делает свою работу: он должен погибнуть не раньше финала программы.
Так или иначе, Жакмар проходит все испытания и вбегает в студию, где угрожает Маллэру пистолетом, требуя вызвать Баллар в эфир и рассказать зрителям всю правду о подстроенности шоу. Однако он действует в состоянии аффекта, в результате чего ведущим программы удаётся быстро взять ситуацию под свой контроль, а Жакмара ловят охранники и санитары и, как невменяемого, увозят на принудительное лечение в психиатрическую больницу. Телезрители ликуют, а ведущие обещают, что новые шоу будут ещё более жестокими и беспощадными.

## В ролях
- Жерар Ланвен — Франсуа Жакмар, герой программы.
- Мишель Пикколи — Фредерик Маллэр, ведущий программы.
- Мари-Франс Пизье — Лоранс Баллар, автор идеи программы.
- Бруно Кремер — Антуан Шире
- Андреа Ферреоль — Элизабет Ворм
- Жан-Клод Дрейфус — Бертран
- Марко Николич — конкурент (нет в титрах)

## Съёмочная группа
- Режиссёр: Ив Буассе
- Сценарист: Ив Буассе, Жан Кюртелен
- Композитор: Владимир Косма
- Оператор: Pierre-William Glenn
- Монтажёр: Michelle David
- Художник: Serge Douy, Aleksandar Milovic

## Интересные факты
- Картина появилась до известного фильма со Шварценеггером «Бегущий человек».
- В фильме более пессимистическая развязка, чем в литературном первоисточнике.
- В фильме Элизабет Ворм во время слушаний о запрете передачи носит значок  польской  "Солидарности"